# 狄奥多尔二世·巴列奥略

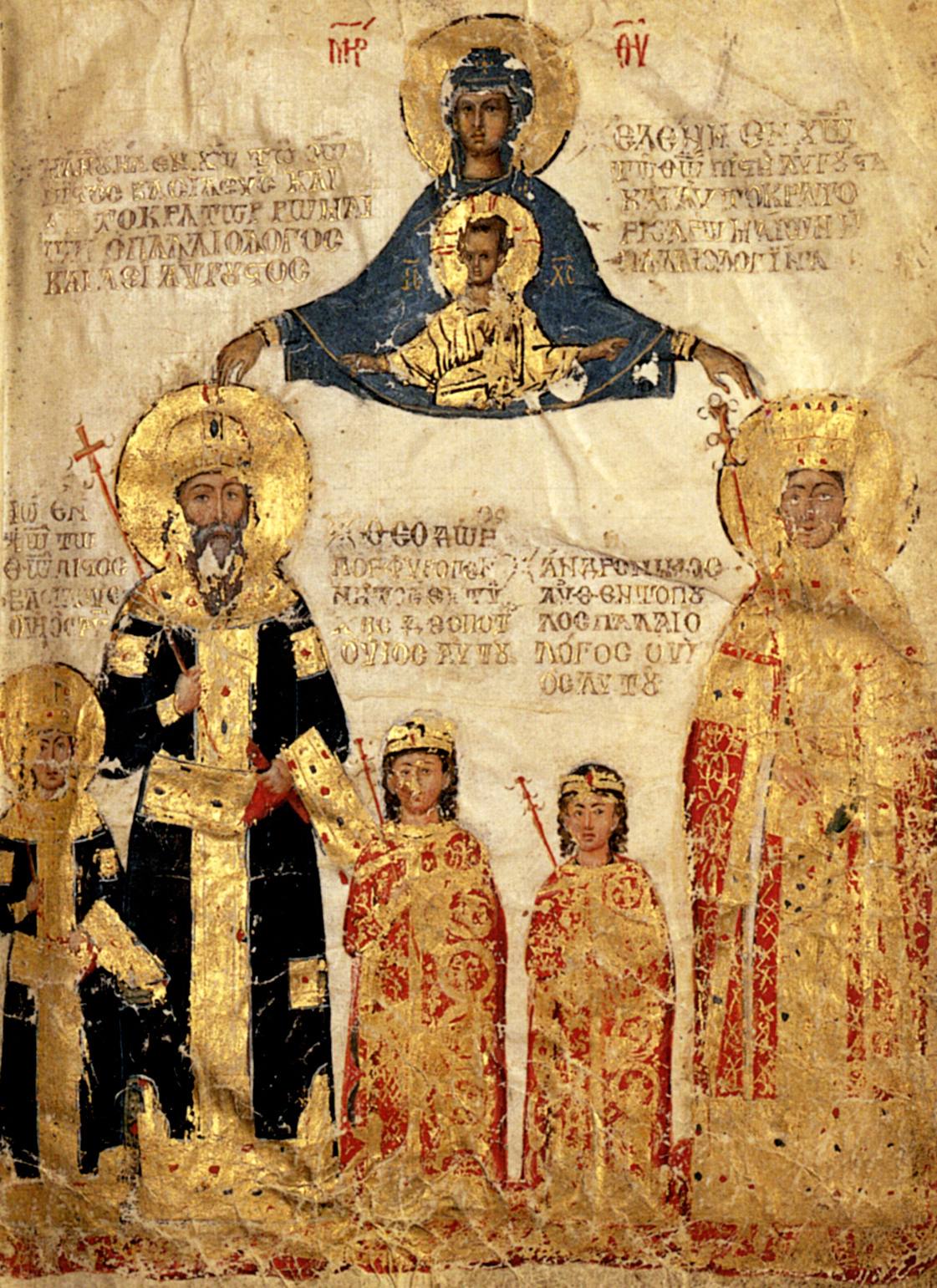
年轻时的狄奥多尔（左三）与其父母、兄弟

狄奥多尔二世·巴列奥略（希臘語：Θεόδωρος Β΄ Παλαιολόγος，拉丁化：Theodōros II Palaiologos，约1396年—1448年6月21日），摩里亚专制君主。

## 生平
狄奥多尔是拜占庭帝国皇帝曼努埃尔二世与皇后海伦娜·德拉加什之子。1407年，10岁的狄奥多尔便被其父认命为专制君主，以接替刚去世的叔父狄奥多尔一世·巴列奥略统制摩里亚。1421年，他与教宗马丁五世的外甥女克莱奥法·马拉泰斯塔（Cleofa Malatesta）成婚。
1425年曼努埃尔二世去世后，其兄约翰八世继位为拜占庭皇帝。1428年，约翰八世任命其弟君士坦丁、托马斯与狄奥多尔共治摩里亚。1438年，无子嗣的约翰八世宣布君士坦丁为其继承人。此后多年狄奥多尔一直与君士坦丁争夺皇位继承权。1443年，狄奥多尔最终宣布放弃继承权，以换取君士坦丁的领地西利布里亚（Selymbria）。五年后，他因鼠疫在西利布里亚去世。